# Kumla stad
Denna artikel handlar om den tidigare kommunen Kumla stad. För orten se Kumla, för dagens kommun, se Kumla kommun.
Kumla stad var en tidigare kommun i Örebro län. 

## Administrativ historik
Kumla municipalsamhälle inrättades 23 maj 1884 i Kumla landskommun. 1942 bildades Kumla stad med en utbrytning av municipalsamhället med kringområde. 1967 inkorporerades Kumla landskommun i Kumla stad. 1971 gick staden upp i den då nybildade Kumla kommun.
I likhet med andra under 1900-talet inrättade stadskommuner fick staden inte egen jurisdiktion utan låg fortsatt under landsrätt i Hallsbergs tingslag till 1948 därefter i Västernärkes domsagas tingslag.
I kyrkligt hänseende hörde Kumla till Kumla församling.

### Sockenkod
För registrerade fornfynd med mera så återfinns staden inom ett område definierat av sockenkod 2244 som motsvarar den omfattning Kumla socken med staden hade kring 1950.

## Stadsvapnet
Blasonering: I rött fält två korslagda hammare i silver ovanför ett treberg i silver.
Kumla kommunvapen innehåller skomakarhamrar symboliserande skonäringen på orten, vilken har anor från första delen av 1800-talet och ett treberg som skall stå för ett gravfält vid Kumla by som går under namnet Kumla högar.
Vapnet fastställdes för Kumla stad 1945. Efter kommunbildningen 1971 registrerades vapnet hos PRV år 1974.

## Geografi
Kumla stad omfattade den 1 januari 1952 en areal av 9,15 km², varav allt land. Efter nymätningar och arealberäkningar färdiga den 1 januari 1960 omfattade staden den 1 november 1960 en areal av 9,57 km², varav 9,56 km² land.

### Tätorter i staden 1960
I Kumla stad fanns del av tätorten Kumlaa, som hade 9 839 invånare i staden den 1 november 1960. Tätortsgraden i staden var då 98,4 procent.

## Politik

### Mandatfördelning i valen 1942-1966
| 3 | 17 | 8 | 2 |

| 26 |

| 6 | 15 | 7 | 2 |

| 26 |

| 2 | 18 | 8 | 2 |

| 26 |

| 2 | 17 | 8 | 3 |

| 24 | 6 |

| 2 | 16 |  | 7 | 4 |

| 24 | 6 |

| 2 | 18 |  | 7 | 2 |

| 25 | 5 |

| 3 | 16 | 5 | 7 |  | 3 |

| 29 | 6 |

## Befolkningsutveckling
| Befolkningsutvecklingen i Kumla stad 1950–1990               | Befolkningsutvecklingen i Kumla stad 1950–1990 | Befolkningsutvecklingen i Kumla stad 1950–1990 | Befolkningsutvecklingen i Kumla stad 1950–1990 | Befolkningsutvecklingen i Kumla stad 1950–1990 |
| ------------------------------------------------------------ | ---------------------------------------------- | ---------------------------------------------- | ---------------------------------------------- | ---------------------------------------------- |
|                                                              |                                                |                                                |                                                |                                                |
| År                                                           |                                                |                                                | Folkmängd                                      |                                                |
| 1950                                                         | 1950                                           |                                                | 8 913                                          |                                                |
| 1960                                                         | 1960                                           |                                                | 9 982                                          |                                                |
| 1970                                                         | 1970                                           |                                                | 14 394                                         |                                                |
| 1980                                                         | 1980                                           |                                                | 15 873                                         |                                                |
| 1990                                                         | 1990                                           |                                                | 16 711                                         |                                                |
| Anm: Källor: Demografiska databasen, CEDAR, Umeå universitet |                                                |                                                |                                                |                                                |